# زياد المناصير
زياد المناصير (من مواليد 12 ديسمبر 1965 في عمّان، الأردن)، هو رجل أعمال ومُستثمر أردني المولد ويحمل الجنسية الروسية. أسّس شركة Stroygazconsulting، وهي شركة مقاولات كبرى مقرّها في روسيا، كما أسّس مجموعة المناصير، التي تُعد من أبرز المجموعات الاقتصادية متعددة النشاطات في الأردن.
في عام 2015 وضعته مجلة فوربس على قائمة أغنياء العالم بثروة تقدر بـ 1.1 مليار دولار أمريكي.

## حياته
وُلد زياد المناصير في 12 ديسمبر 1965 في عمّان، الأردن. التحق بجامعة أذربيجان الحكومية للنفط والصناعة، حيث بدأ خلال سنوات دراسته بمزاولة أنشطة تجارية، شملت بيع وشراء الحواسيب والمركبات. وسرعان ما توسّع نشاطه ليشمل تجارة الفسفور الأصفر، والأخشاب، ومشتقات النفط.
في عام 1994، اشترى شركة مقاولات في مدينة تيومين الروسية، خصّصها لبناء مساكن لعمال شركة غازبروم. وبعد ذلك بعامين، أسّس شركة Stroygazconsulting (SGK) (بالروسية: Стройгазконсалтинг)، وهي شركة متخصصة في تطوير حقول النفط والغاز المكثف، وبناء وصيانة خطوط الأنابيب والطرق. أصبحت الشركة من بين أبرز المتعاقدين مع شركات كبرى مثل لوك أويل، وترانس نفط، ووكالة الطرق الفيدرالية التابعة لوزارة النقل الروسية، فضلًا عن علاقتها الوثيقة بشركة غازبروم وفروعها، والتي تُعد من ركائز الاقتصاد الروسي.
منذ عام 2008 على الأقل، ارتبط زياد المناصير عبر شركته Stroygazconsulting وعبر عقود إنشاء طريق موسكو-مينسك السريع (المعروف باسم M1 أو طريق بيلاروس) بشخصيات روسية نافذة، منها ديميتري ليبيديف، ويوري ميلنر، ونيكولاي شامالوف، ويوري كوفالتشوك، إضافة إلى بنك روسيا الذي يُعتبر وثيق الصلة بالرئيس فلاديمير بوتين والمقربين منه، مثل قسطنطين نيكولايف، وأركادي روتنبرغ، وإيغور روتنبرغ، وممثلهما غيورغي كورياشكين، وشركات Mostotrest وN-Trans، فضلًا عن إيغور ليفيتين، وغينادي تيمتشينكو، وألكسندر غريغوريف من خلال ابنته أولغا غريغورييفا، وآخرين.
وفي عام 2014، باع المناصير نسبة 74.1% من أسهم شركته Stroygazconsulting لرجل الأعمال الروسي رسلان بيساروف.

## الحياة الشخصية
زوجته هي فيكتوريا المناصير، ولهما خمسة أبناء: ديانا المناصير، هيلين المناصير، أليكس المناصير، رومان المناصير، ودانا المناصير. يقيم زياد المناصير في جزيرة سردينيا بإيطاليا، ويمتلك اليخت الفاخر المعروف باسم (دار).

## أوسمة
- عام 2006 حصل على شهادة الشرف من وزارة التنمية الإقليمية في الاتحاد الروسي لمساهمته في قطاع المقاولات والإسكان وتنمية الخدمات المجتمعية.
- عام 2012 منحه الملك الأردني الملك عبدالله الثاني وسام الحسين للعطاء المميز من الدرجة الأولى لجهوده الريادية وعطائه الموصول في دعم مسيرة الاقتصاد الوطني. [2]
- عام 2013 منح وسام الوطن الروسي من الدرجة الثانية لمساهمته العظيمة في المرحلة الثانية من بناء خط أنابيب نقل النفط «سيبريا الشرقية - المحيط الأطلسي».